# Razelm
Jezero Razelm ili jezero Razim (rum. Limanul Razim, Limanul Razelm) naziv je velike slatkovodne lagune na obalama Crnog mora u Rumunjskoj, južno od delte Dunava i dio je njezine svjetske baštine. To je najveći liman u Rumunjskoj.
Naziv se također ponekad primjenjuje na kompleks koji čini s nekoliko drugih limana i laguna. Ovaj kompleks se može podijeliti u dvije podskupine. Sjeverna podskupina sadrži slatkovodno jezero Razelm i jezero Golovița, koji su povezani kanalom širokim 3.1 km, dok južnu skupinu čine slana jezera. Sva ova jezera zauzimaju površinu od oko 1,000 km2, od čega 400 km2 otpada na područje jezera Razelm.

## Ekologija
Ograđivanjem sustava Razelm/Golovița od mora kasnih 1970-ih rezultiralo je a nekoliko promjena u ekološkim uvjetima sustava, uključujući smanjenje saliniteta skoro na nulu, povećanje vremena osvježenja na više od godinu dana, i epizode eutrofikacije. Unatoč ovoj degradaciji okoliša, sustav ostaje važno stanište. Tri porodice školjki Limnocardiidae mogle su se pronaći u Rumunjskoj 1960-ih, a dvije koje su preostale nalaze se samo u Razelmu (iako smanjene gustoće). Otok Popina na sjevernom kraju jezera važno je utočište za mnoge vrste ptica i beskralješnjaka. Nedavna ekološka studija sugerira da je sustav lagune Razim-Sinoie blizu dobrog ekološkog statusa prema zahtjevima Okvirne direktive o vodama.